# Viggo Johansen
Viggo Johansen (n. 3 ianuarie 1851, Copenhaga, Danemarca – d. 18 decembrie 1935, Copenhaga, Danemarca) a fost un pictor danez și membru activ al grupului de pictori din Skagen care se întâlneau în fiecare vară în nordul Iutlandei. A fost unul dintre cei mai importanți pictori ai Danemarcei în anii 1890.

## Biografie

### Tinerețe și educație
În copilărie, Johansen avea un talent pentru desen, care a fost recunoscut de Wilhelm Marstrand⁠(d). A studiat la Academia Regală Daneză de Arte Frumoase între 1868 și 1875, specializându-se în pictură de figuri, dar nu a promovat examenul de absolvire.

### Carieră
Cele mai vechi lucrări ale sale sunt din Hornbæk⁠(d), unde a pictat între 1872 și 1876 cu lucrări precum Et Maaltid și Nabokonens Besøg .

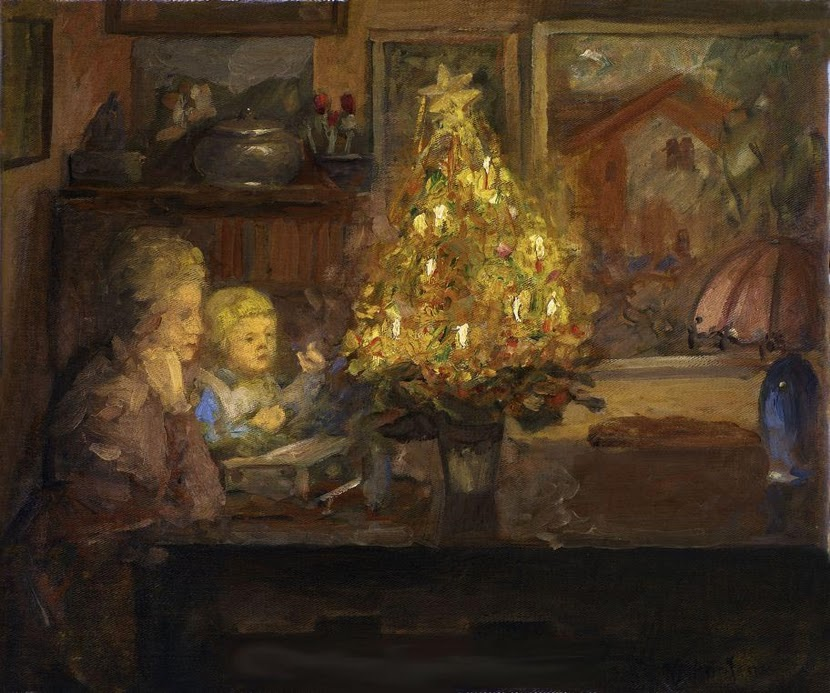
O poveste de Crăciun

A devenit pentru prima dată asociat cu pictorii din Skagen în 1875, încurajat de colegii săi Karl Madsen și Michael Ancher.
Din 1885, a expus la Paris; acolo a fost inspirat de Claude Monet, în special în utilizarea culorilor, așa cum se poate observa în pictura sa Christian Bindslev er syg (Christian Bindslev este bolnav, 1890), care arată și influența lui Christian Krohg, unul dintre ceilalți pictori din Skagen. După întoarcerea sa de la Paris, picturile sale au căpătat tonuri mai deschise; remarcase absența negrului în lucrările artiștilor francezi și considera că propriile sale lucrări anterioare erau prea întunecate în comparație cu acestea. Cu toate acestea, Johansen este amintit în special pentru efectele de lumină discretă din interioarele sale - multe dintre ele pictate după vizita sa la Paris - ca în lucrările Glade jul (Crăciun fericit, 1891), Aftenpassiar (Discuție de seară, 1886) și Aftenselskab i kunstnerens hjem (Adunare de seară la casa artistului, 1899) și scenele sale din viața de familie, dar a pictat și peisaje (la Skagen, la Tisvilde și la casa copilăriei, portul de pescuit Dragør din afara Copenhaga), naturi statice și portrete. După ce s-a certat cu P.S. Krøyer în 1891, relația lui Johansen cu soții Ancher a fost tensionată, iar el și familia sa nu au vizitat Skagen timp de câțiva ani.
Între 1888 și 1906, a predat la Școala de femei a Academiei de Artiști. A devenit profesor acolo până în 1920 și, o vreme, a fost unul dintre directorii acesteia.

### Viața privată

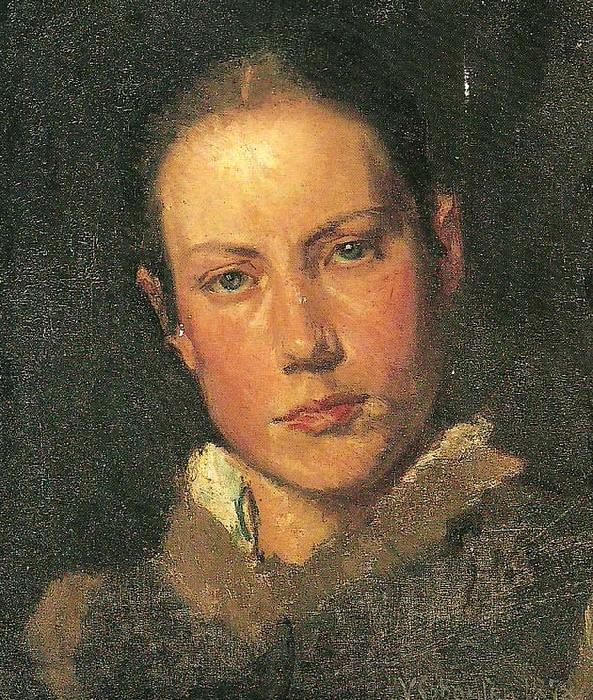
Martha, soția artistului, pictură de Viggo Johansen

Se spune că în Skagen, a arătat la fel de mult interes pentru a cânta Mozart la pianul hotelului sau Gluck la orga bisericii ca și pentru pictură. S-a căsătorit cu Martha Møller, verișoara Annei Ancher, în 1880. Martha i-a servit deseori drept model, de exemplu în Køkkeninteriør (Interior de bucătărie, 1884) — care ar fi putut fi inspirat de lucrarea cu o compoziție similară a Annei Ancher, Fata din bucătărie — Sovekammerscene (Scenă din dormitor, 1885) și Børnene vaskes (Spălând copiii, 1888) care au fost pictate parțial pe baza unor fotografii.
Helga⁠(d), sora lui Viggo Johansen, a fost romancieră. Fiica lui, Ellen, a fost, de asemenea, pictoriță. S-a căsătorit cu pictorul Johannes Ottesen.

## Premii
În 1886, Johansen a primit medalia expoziției pentru tabloul Discuție de seară. În 1889, mulți dintre artiștii Skagen au primit premii la Expoziția Universală din Paris; Johansen a câștigat o medalie de aur pentru Børnene vaskes.

## Galerie

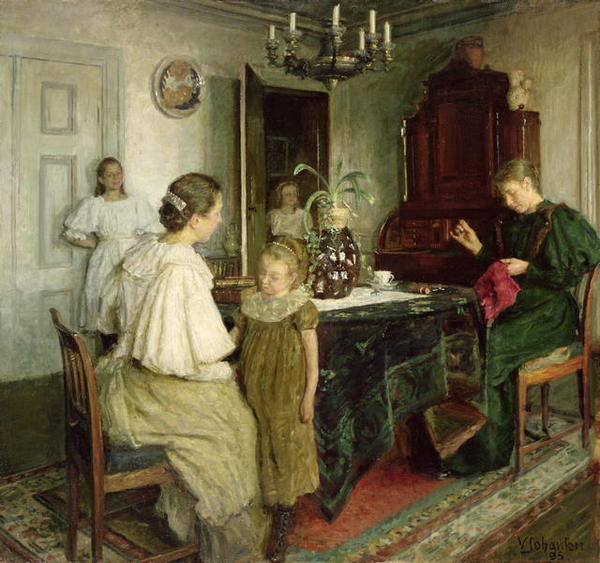
Familia artistului
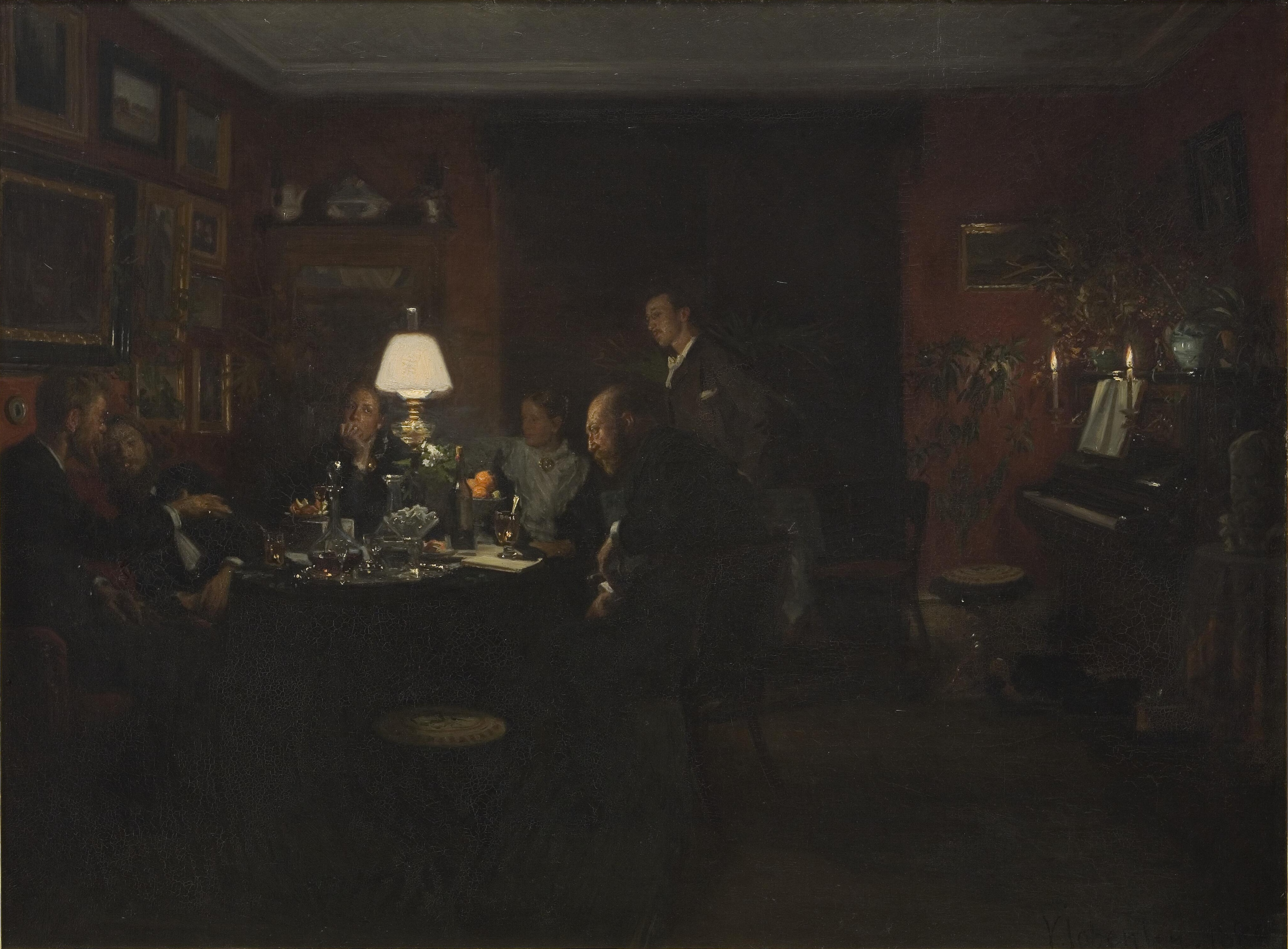
Discuție de seară (1886)
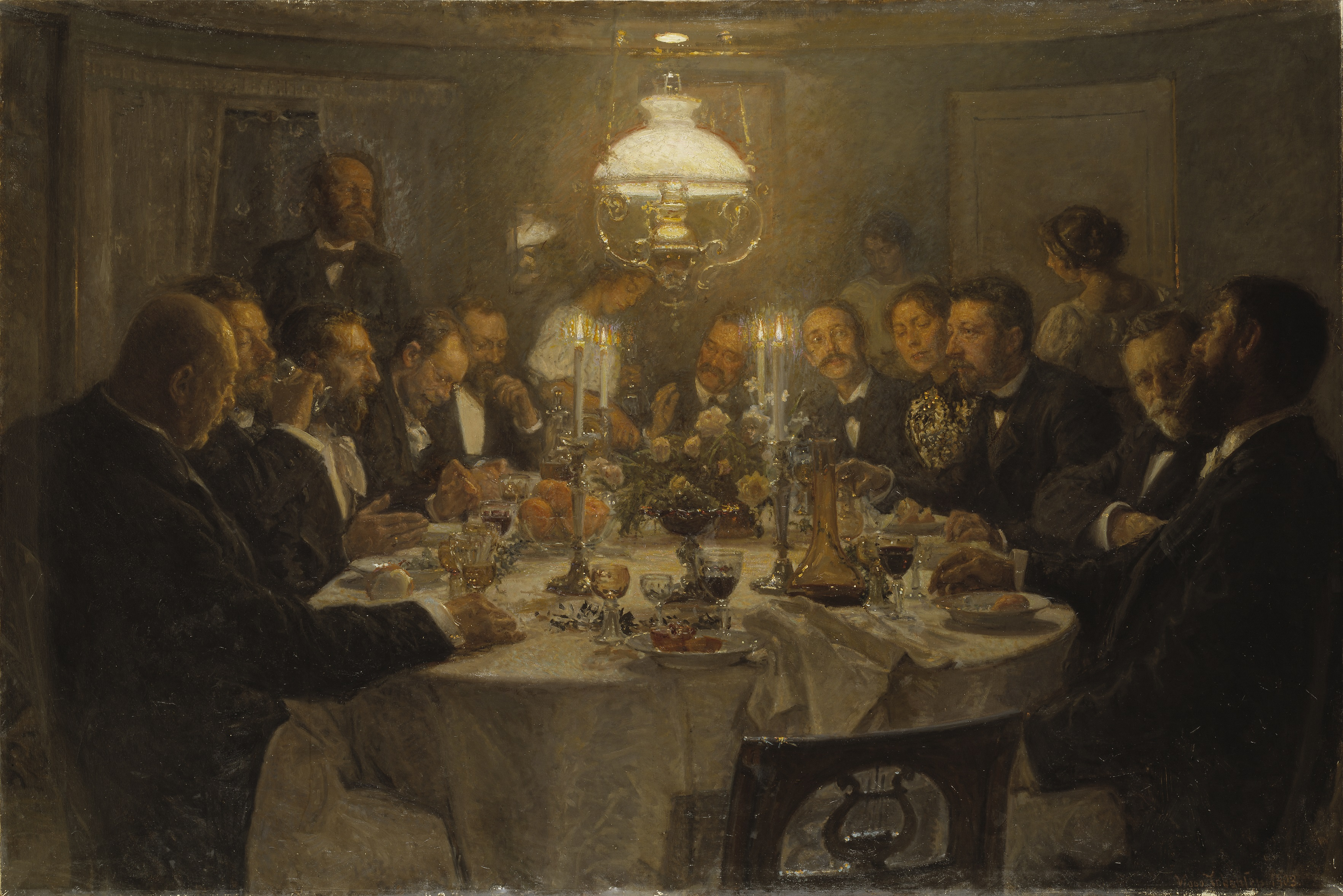
O adunare a artiștilor (1903)
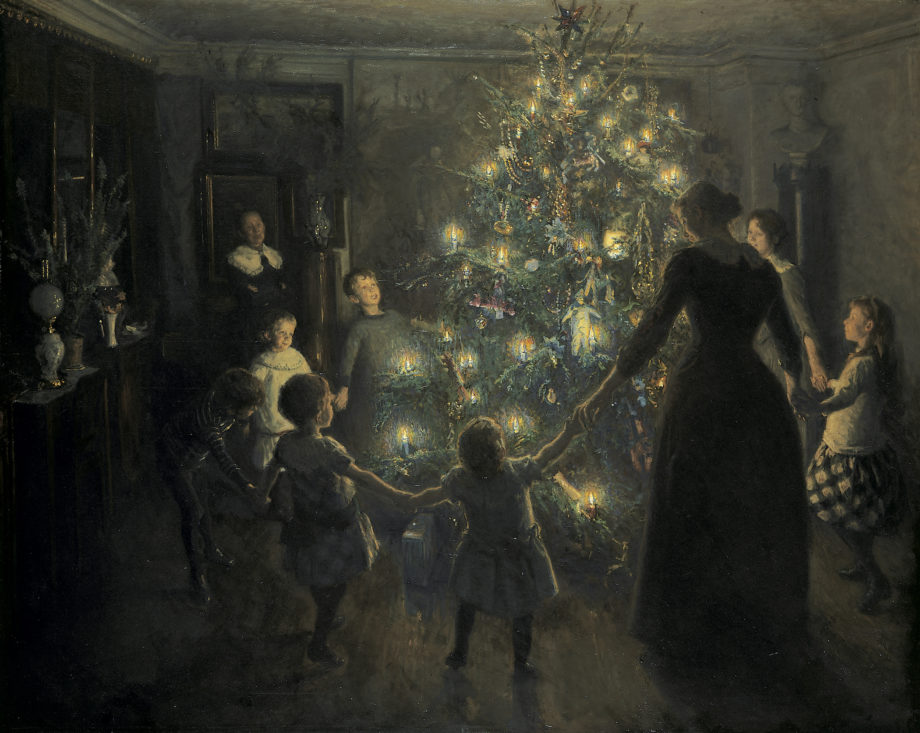
Crăciun fericit (1891)
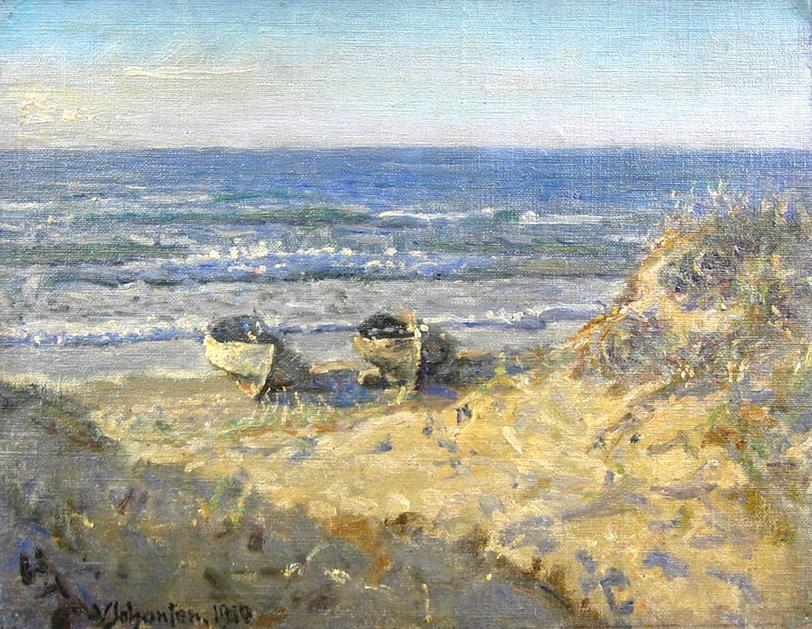
Bărci în Skagen pe plaja Sonderstrand (1910)
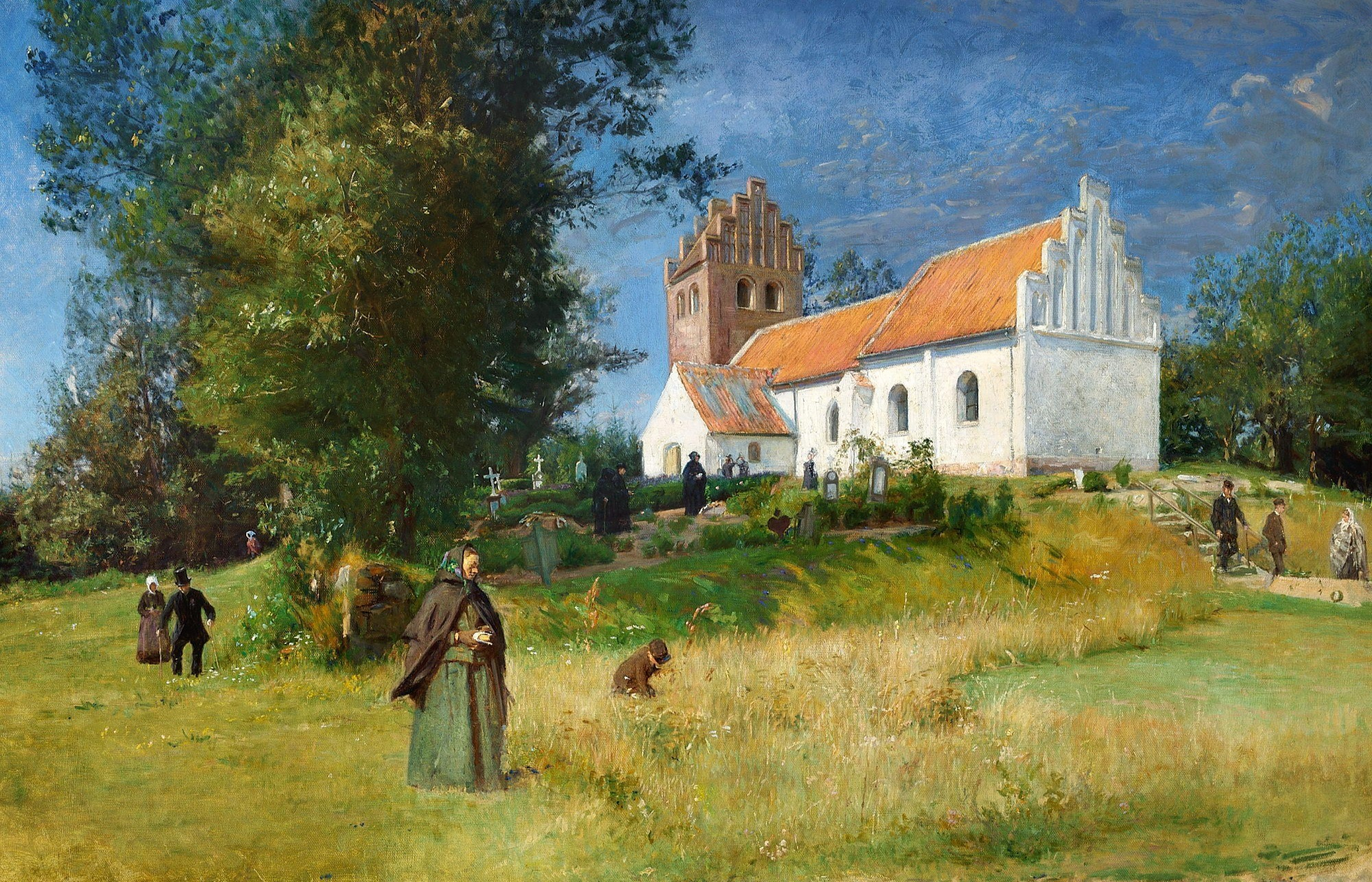
Biserica Tibirke⁠(d)
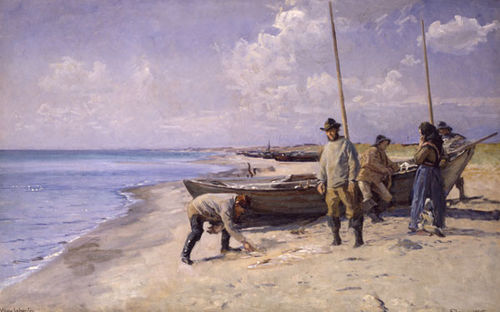
Împărțirea prăzii
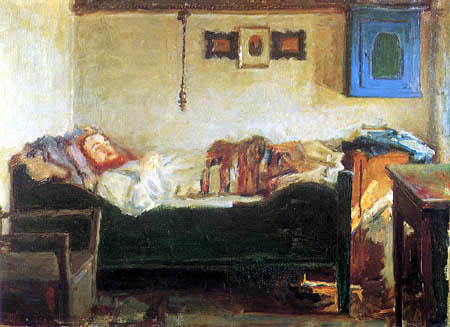
Christian Bindslev este bolnav (1889)